# Koijusaari (ö i Tornedalen, lat 66,58, long 24,36)
Koijusaari är en ö i Finland. Den ligger i sjön Miekojärvi och i kommunen Övertorneå i den ekonomiska regionen  Tornedalens ekonomiska region  och landskapet Lappland, i den norra delen av landet, 700 km norr om huvudstaden Helsingfors. Öns area är 2 hektar och dess största längd är 190 meter i öst-västlig riktning.